# Arturo Javier García Pérez
Arturo Javier García Pérez (Alicante, 25 de dezembro de 1967)  é um sacerdote católico espanhol, nomeado Bispo Auxiliar de Valência em 6 de novembro de 2024.

## Biografia
Arturo Javier nasceu em Alicante (1967) em uma família originária da cidade valenciana de Jarafuel . Ali viveu a sua infância e juventude até ingressar no Seminário Metropolitano de Valência (Moncada, 1989-1991), passando posteriormente para o Colégio Maior-Seminário da Apresentação da Bem-Aventurada Virgem Maria no Templo e de São Tomás de Villanueva (Valência , 1991-1994). Concluiu a sua formação universitária com a licenciatura em Estudos Eclesiásticos pela Faculdade de Teologia San Vicente Ferrer ( Universidade Católica de Valência San Vicente Mártir , 1994) e em Teologia pelo Pontifício Instituto João Paulo II (Roma, 2016), onde tem pendentes apresentação de sua tese.
Depois da ordenação sacerdotal em Valência, em 27 de maio de 1995, desenvolveu a sua atividade pastoral na Arquidiocese Valenciana. Nos primeiros meses trabalhou nas paróquias de San Carlos Borromeo de Albal e Santa Bárbara de Beniparrell, para continuar como arcipreste em Torrebaja e outras localidades da região de Rincón de Ademuz — Castielfabib, Los Santos, Cuesta del Rato, Torrealta, Sesga, Mais de Jacinto e Arroyo Cerezo — (1995-2002). Combinou este cargo com o de professor de Religião no Instituto Virgen de la Huerta de Ademuz e em várias escolas primárias de Castielfabib e Torrebaja.
Em 2002 foi nomeado pároco de Villar del Arzobispo onde permaneceu até 2008, ano em que se transferiu para Turís como pároco e professor do Instituto (2008-2016).
Além da atividade pastoral, desempenhou vários cargos na Cúria diocesana: delegado episcopal de Missões e Cooperação com as Igrejas e diretor das Pontifícias Obras Missionárias da Arquidiocese Valenciana (desde 2011); membro do Conselho Presbiteral, do Conselho Pastoral Diocesano e presidente delegado da Fundação Ad Gentes; diretor espiritual do Seminário Metropolitano de Valência (Moncada, 2016-2022); e reitor do Colégio Maior-Seminário da Apresentação da Bem-Aventurada Virgem Maria no Templo e de São Tomás de Villanueva, (Valência, 2022); e reitor da Igreja do Santíssimo Cristo del Salvador (Valência).

### Bispo auxiliar de Valência
O Papa Francisco nomeou-o bispo auxiliar de Valência, juntamente com Fernando Enrique Ramón Casas (6 de novembro de 2024). A data de sua consagração episcopal foi fixada para 11 de janeiro de 2025.. Desde então colaborará estreitamente com Dom Enrique Benavent Vidal.